# جيريمي ميلر (سياسي)
جيريمي ميلر (بالإنجليزية: Jeremy Miller)‏ هو سياسي أمريكي، ولد في 9 فبراير 1983 في وينونا في الولايات المتحدة. حزبياً، نشط في الحزب الجمهوري لمينيسوتا ‏ والحزب الجمهوري. وقد انتخب عضو مجلس ولاية مينيسوتا.